# Grumman F9F Panther
F9F Panther — американский палубный истребитель. Первый реактивный истребитель производства Grumman. Третий по счёту, после FH-1 Phantom и F2H Banshee, реактивный истребитель ВМС США.
Широко применявшийся в Корейской войне (в основном как истребитель-бомбардировщик). Всего, за время Корейской войны, F9F Panther совершили 78 тыс. вылетов, на их счету первый сбитый ВМС США в этой войне самолёт противника — северокорейский истребитель Як-9. Всего было построено 1382 самолёта.
Единственным иностранным покупателем самолёта стали ВМС Аргентины, которые купили 24 списанных самолёта в 1958 году. Мощности катапульт единственного аргентинского авианосца Индепенденсия не хватало для запуска F9F — поэтому самолёты базировались на суше.
В апреле 1963-го, во время восстания военно-морского-флота Аргентины, Пантеры использовались мятежниками. При этом Пантерами было уничтожено значительное количество правительственных танков M4 Sherman.
В 1965 году, в результате пограничного столкновения между Аргентиной и Чили, аргентинские F9F были приведены в боевую готовность, но конфликт закончился до их применения. Из-за недостатка запасных частей в 1969 году самолёты были сняты с вооружения. Вместо них ВМС Аргентины закупили A-4 Skyhawk.

## Боевое применение

### Корейская война
«Пантера» была основным реактивным истребителем и штурмовиком ВМС США и морской пехоты США во время Корейской войны . Это был самый широко использовавшийся в конфликте реактивный истребитель ВМФ, совершивший в общей сложности 78 000 боевых вылетов. F9F-2, F9F-3 и F9F-5, будучи прочными штурмовиками, могли вести боевые действия, несмотря на то, что им часто противостоял интенсивный зенитный огонь. Пилоты также оценили кабину с кондиционером, которая позволила избежать влажной среды самолетов с поршневыми двигателями. 
3 июля 1950 года младший лейтенант Леонард Х. Плог из VF-51 на F9F-3 одержал первую в войне воздушную победу ВМС США, сбив винтовой Як-9 . 
Несмотря на относительно низкую скорость, пилоты «Пантер» также заявили о потере семи МиГ-15 Микояна-Гуревича при потере двух F9F. Первый МиГ-15 был сбит 9 ноября 1950 года лейтенантом- командиром VF-111 Уильямом (Биллом) Аменом на F9F-2B во время атаки командования ООН на мосты Синыйджу , недалеко от устья реки Ялу.  Еще два МиГ-15 были сбиты 18 ноября 1950 года.
18 ноября 1952 года американский авианосец USS  Oriskany и три других авианосца действовали в Японском море, нанося авиаудары по северокорейскому городу Хёрён . Группа запустила четыре F9F для боевого патрулирования вблизи границы Северной Кореи с Китаем. У лидера группы возникли механические проблемы, и он вернулся на авианосец вместе со своим ведомым. Лейтенант Ройс Уильямс из VF-781 , летевший с авианосца  «Орискани» , и его ведомый продолжили миссию. Затем они идентифицировали семь советских МиГов морской авиации , направлявшихся к оперативной группе с материковой части России. Поэтому военно-морское командование приказало двум F9F расположиться между МиГами и авианосной группой. 
В ходе этого маневра четыре советских МиГ-15 открыли огонь, несмотря на то, что страны не находились в состоянии войны. Уильямс открыл огонь по хвостовому Мигу, который вышел из строя, и за ним последовал ведомый Уильямса. За этим последовал 35-минутный воздушный бой между Уильямсом и шестью МиГ-15. МиГ-15 был более боеспособным самолетом, но Уильямсу, тем не менее, удалось сбить еще три. Он объяснил это тем, что обе стороны действовали так, как их учили, но советские пилоты допускали ошибки. На обратном пути к авианосцам у Уильямса кончились патроны, но на хвосте у него все еще оставался один МиГ. Повторное появление его ведомого на хвосте Мига отпугнуло этого. К тому времени самолет Уильямса был настолько поврежден, что он уже не мог поворачивать боком. Таким образом, Орискани был выровнен по направлению к самолету, чтобы он мог приземлиться. После приземления его «Пантера» имела 263 попадания артиллерийских снарядов или осколков и не подлежала ремонту. Поэтому его выбросили за борт. 
Бой остался мало известен по двум причинам. США опасались, что публикация об инциденте может усилить напряженность в отношениях с Советским Союзом.  Другой причиной было участие Агентства национальной безопасности США (АНБ), существование которого тогда было совершенно секретным, в планировании миссии; МиГи были перехвачены в результате разведки, предоставленной АНБ.  Четыре сбитых МиГа пилотировали пилоты советской морской авиации : 40 лет спустя российские источники подтвердили утверждения Уильямса, заявив, что погибшими пилотами были капитаны Беляков и Вандалов, а также лейтенанты Пахомкин и Таршинов. 
По мере развития конфликта «Пантерам» в первую очередь стали выполнять задачи по наземным атакам.  Часто проводились атаки на вражескую зенитную технику.  Это был рискованный тип миссии: многие «Пантеры» были повреждены или даже потеряны в результате огня тех же наземных батарей, которые они пытались нейтрализовать.  Более того, опасность, исходящая от этих систем, со временем возрастала по мере того, как северокорейским силам поставлялись более мощные зенитные аппараты.  «Пантеры» также регулярно выполняли воздушные разведывательные операции над Кореей.  Начиная с 1952 года, «Пантера» начала дополняться более новой производной «Кугаром» в театре. 
Будущий астронавт Нил Армстронг много летал на F9F во время корейского конфликта,  хотя он катапультировался из одного из самолетов после того, как тот был сбит проволокой, натянутой через долину в 1951 году.  Будущий астронавт Джон Гленн и Бостон Ред Сокс звездный бейсболист Тед Уильямс также летал на F9F в качестве пилота морской пехоты.

## Тактико-технические характеристики

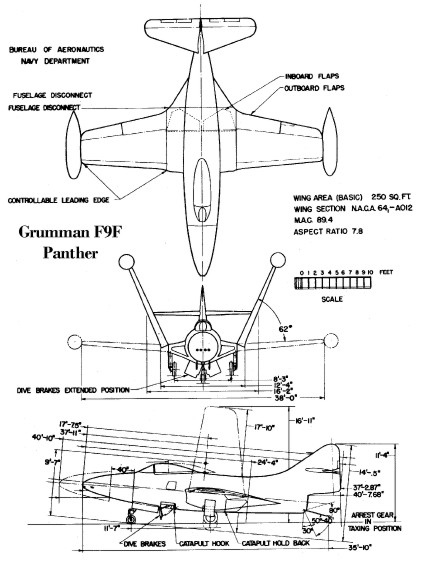
Проекции F9F Panther.

Схема F9F-5.

Приведенные характеристики соответствуют модификации F9F-2.
Источник данных: DEPARTMENT OF THE NAVY - NAVAL HISTORICAL CENTER

Технические характеристики
- Экипаж: 1 (пилот)
- Длина: 11,35 м
- Размах крыла: 11,58 м (без ПТБ)
- Высота: 3,45 м
- Площадь крыла: 23,23 м²
- Профиль крыла: NACA 64-A012
- Средняя аэродинамическая хорда: 2,27 м
- Коэффициент удлинения крыла: 7,8
- База шасси: 3,53 м
- Колея шасси: 2,515 м
- Масса пустого: 4220 кг
- Масса снаряжённого: 4950 кг
- Нормальная взлётная масса: 7462 кг
- Максимальная взлётная масса: 8842 кг
- Масса топлива во внутренних баках: 1859 кг (+ 653 кг в ПТБ)
- Объём топливных баков: 2585 л (+ 2 × 454 л ПТБ на концах крыла)
- Силовая установка: 1 × ТРД Pratt & Whitney J42-P-8
- Тяга: 1 × 22,24 кН
  - c системой впрыска воды: 25,58 кН

Лётные характеристики
- Максимальная скорость: 926 км/ч
- Крейсерская скорость: 783 км/ч
- Скорость сваливания: 169-226 км/ч (в зависимости от массы)
- Боевой радиус:  
  - воздушный патруль: 861 км (c 2 × ПТБ)
  - удар по наземной цели: 278 км (c 2 × 454 кг бомбами, 6 × НАР и 2 × ПТБ)
- Практическая дальность:  
  - воздушный патруль: 2176 км (c 2 × ПТБ)
  - удар по наземной цели: 898 км (c 2 × 454 кг бомбами, 6 × НАР и 2 × ПТБ)
- Практический потолок: 13 590 м
- Скороподъёмность: 30,48 м/с
- Нагрузка на крыло: 321,3 кг/м² (при нормальной взлётной массе)
- Тяговооружённость: 0,302 (при нормальной взлётной массе)
- Длина разбега: 710 м (при нормальной взлётной массе)

Вооружение
- Стрелково-пушечное: 4 × 20 мм пушек с 800 пат.
- Боевая нагрузка: 1270 кг
- Неуправляемые ракеты: 6 × 127 мм HVAR[англ.]
- Бомбы: свободнопадающие:
  - 2 × 454 кг
  - 4 × 227 кг
  - 6 × 113 кг